# Сікандар-шах
Сікандар-шах (*д/н — 30 травня 1526) — 9-й султан Гуджарату з 5 квітня до 30 травня 1526 року.

## Життєпис
Син Музаффар-шаха II. Посів трон у квітні 1526 року. Незважаючи на передсмертне прохання своєю матері, не призначив імад-уль-мулька Хушкадама на посаду візира, зберігши цю посаду за Худаванд-ханом. Іншим ворогом став Саїд Шах Шейхджі, голова впливового бухарського роду, оскільки новий султан порушив традицію при прибутті до Мухаммадабаду відвідувати саїдів. Тому той став інтригувати на користь султанового брата Багадур Хана.
Невдовзі вимушений був придушити повстання на чолі із братом Латіф Ханом. Але вже 30 травня султана було вбито Хушкадамом, який звів на трон брата загиблого — Махмуд-шаха II.